# 周之培
周之培（？—？），河南祥符人，清朝政治人物。

## 生平
周之培曾于咸丰元年（1851年）接替王广业任福建漳州府知府一职，同年由王广业接任。